# Aprendices de Bruja
Aprendices de bruja fue una serie de televisión de animación franco-española de 26 episodios de 26 minutos, creada por Jean-Yves Raimbaud y Christian Masson.
La serie se emitió desde el 6 de junio de 1997 en Canal+ y luego en Francia entre el 3 de septiembre de 1997 y el 31 de julio de 1999 en TF1 en el programa TF! Jeunesse.

## Argumento
En un mundo futurístico, Ciudad Base debe enfrentarse a la amenaza de os Wolti, unas criaturas obsesionadas con el dinero. Solo con la alianza de la bruja blanca Sherilyn con unas aprendices de hechicería llamadas Carla, María y Laura la ciudad podrá hacer frente al peligro.

## Reparto
- Idea original: Jean-Yves Raimbaud
- Dirección : Eunice Alvarado-Ellis y Antoni D'Ocon
- Guion: Tony Scott
- Storyboard : Jaume Rovira Freixa, Jesús García, José Luis Marco, Bruno Le Floc'h, Frank Guillou y Luc Blanchard
- Directores de animación : José Gascon y Francisco Ureña
- Diseño fondos : Miguel Ibáñez, Prakash Topsy, Gilbert-Frank Martinat
- Música: Josep Roig y Claude Sitruk
- Edición : Frank Gutierrez, Papitu Serrahima y Xavier Zapata
- Producción: Gaspard de Chavagnac y Antoni D'Ocon

## Personajes
- Sherilyn: Bruja de 150 años pero aparenta solo 25. Forma las Brujitas.
- Clara: 12 años, es la mayor de las Brujitas. Ella es muy seria y ayuda a Sheryline.
- María: 10 años, es conocida por sus travesuras.
- Laura: 7 años y es la más joven de las Brujitas. Ella es incapaz de mentir.
- Zipo: 16 años, es la mejor amiga de las Brujitas. Es un genio de la electrónica.
- Woltie: El enemigo público de City Base.

## Capítulos
1. Anabel la traviesa
2. Bienvenidas a la Luna
3. Coches Apestosos
4. El baile de los cazadores de fantasmas
5. El espia de cuatro patas
6. El oro del capitan manos largas
7. El poder de las flores
8. El poderoso seriluz
9. El super pudo
10. El superdado
11. Fin del juego
12. La serpiente encantada
13. La trampa del tiempo
14. Las orugas voraces
15. Las semillas magicas
16. Laura en el pais de los espejos
17. Magnus el malvado
18. Malos tiempos para wolti
19. Mami bruja del año
20. Peluches vivos
21. Secuestradas
22. Superarte
23. Un desastroso dia de san valentin
24. Un genio travieso
25. Una estatua para wolti
26. Una historia de amor